# سامرز (ویسکانسین)
سامرز (به انگلیسی: Somers) یک منطقهٔ مسکونی در ایالات متحده آمریکا است که در Somers واقع شده‌است.